# Пятая статья Конституции США
Пятая статья Конституции США описывает процесс внесения изменений в Конституцию США. Изменение Конституции проходит в два этапа: принятие поправки и её ратификация штатами.
Поправка может быть принята и направлена штатам для ратификации двумя способами: по решению двух третей обеих палат Конгресса США или с помощью Национального Конвента, созванного с целью внесения поправок в Конституцию по требованию законодательных собраний не менее, чем двух третей штатов.
Чтобы стать частью Конституции поправка должна быть ратифицирована не менее, чем тремя четвёртыми от всех штатов (на данный момент — 38 штатами) одним из двух способов (способ определяется Конгрессом): либо путём голосования в законодательных органах штатов, либо голосованием на специально созванных в каждом из штатов конвенте.

## Текст
Конгресс, когда бы ни сочли это необходимым две трети членов обеих палат, может предлагать поправки к настоящей Конституции или — по ходатайству законодательных собраний двух третей штатов — может созвать Конвент для предложения поправок; таковые поправки в обоих случаях будут иметь юридическую силу во всех отношениях как часть настоящей Конституции после их ратификации законодательными собраниями трёх четвертей штатов или конвентами в трёх четвертях оных в зависимости от того, какую форму ратификации предложит Конгресс. При этом ни одна поправка, которая может быть принята до одна тысяча восемьсот восьмого года, никоим образом не должна затрагивать первую и четвёртую части девятого раздела первой статьи; ни один штат без его согласия не может быть лишён своего равного с другими штатами голоса в сенате.
Оригинальный текст (англ.)The Congress, whenever two thirds of both houses shall deem it necessary, shall propose amendments to this Constitution, or, on the application of the legislatures of two thirds of the several states, shall call a convention for proposing amendments, which, in either case, shall be valid to all intents and purposes, as part of this Constitution, when ratified by the legislatures of three fourths of the several states, or by conventions in three fourths thereof, as the one or the other mode of ratification may be proposed by the Congress; provided that no amendment which may be made prior to the year one thousand eight hundred and eight shall in any manner affect the first and fourth clauses in the ninth section of the first article; and that no state, without its consent, shall be deprived of its equal suffrage in the Senate
— Пятая статья Конституции США

## Процедура внесения изменения в Конституцию США
За время существования Конституции США Конгресс одобрил 33 поправки, которые были отправлены штатам для ратификации. Двадцать семь из них были приняты и стали частью Конституции. Первые десять поправок были приняты и ратифицированы одновременно и вместе известны как Билль о правах. Шесть поправок не были ратифицированы необходимым количеством штатов и не вошли в Конституцию. Четыре из этих поправок юридически всё ещё могут быть ратифицированы. Одна поправка отклонена в связи с истечением срока ратификации, установленным в самой поправке, а одна отклонена поскольку не выполнены условия, указанные в резолюции о принятии данной поправки. Всего в Конгресс было внесено 11539 законопроектов о внесении изменений в Конституцию, но большая их часть даже не была вынесена на рассмотрение палаты.

### Предложение поправки

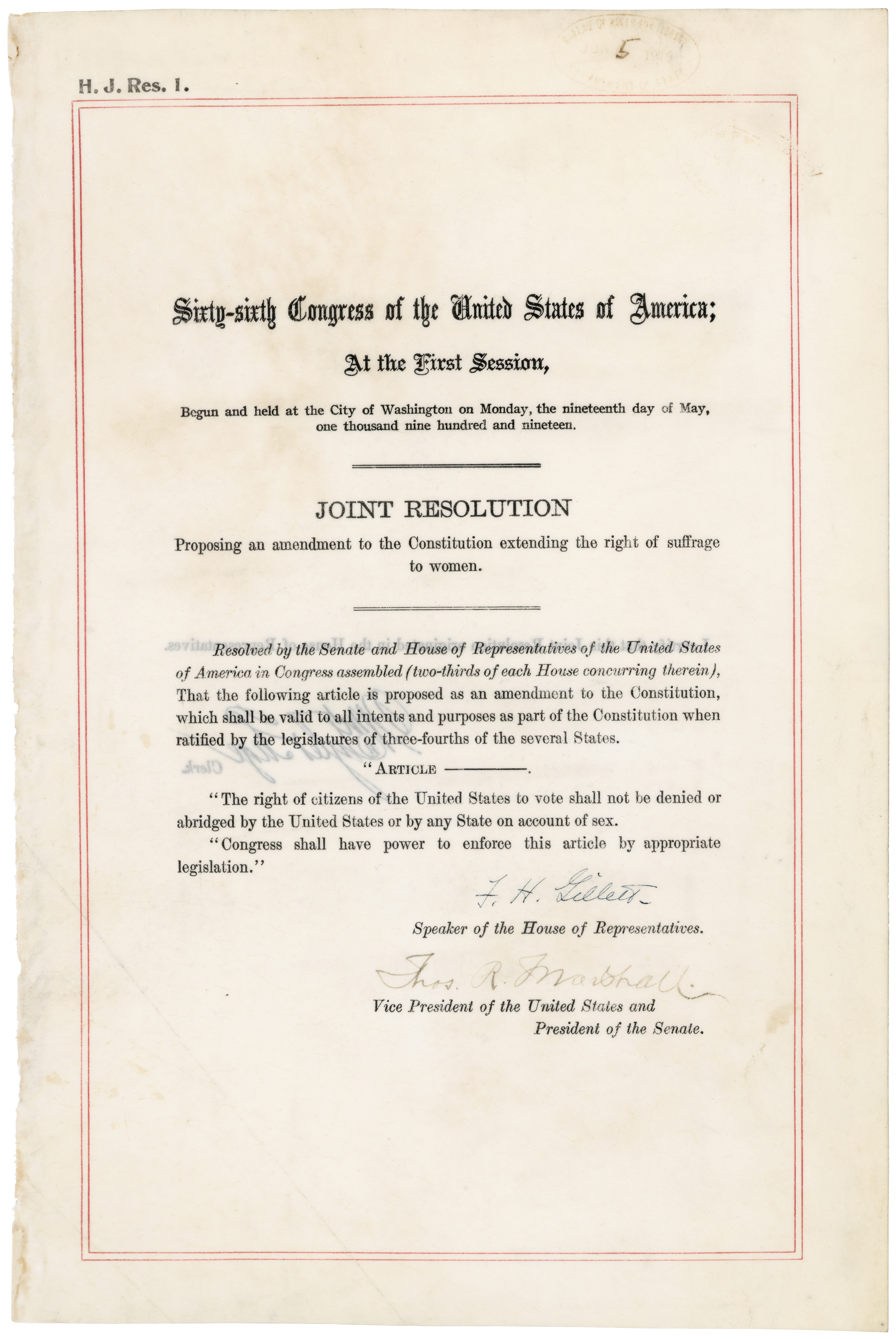
Проект девятнадцатой поправки

Когда обе палаты парламента «сочтут необходимым» предложить штатам принять поправку к Конституции они утверждают совместную резолюцию, за которую должны проголосовать не менее, чем две третьих членов палаты, присутствующих на заседании (при условии, что присутствует больше половины от числа избранных депутатов). Существует мнение, что Конгресс также может сперва принимать резолюцию о том, что «возникла необходимость в принятии поправок», а лишь затем переходить к рассмотрению самой поправки, но данный способ никогда не использовался. Принимая поправку к Конституции Конгресс указывал на возникшую необходимость и сразу же утверждал текст. Все поправки к Конституции излагаются в виде приложений к ней и не кодифируются.
По требованию не менее, чем двух третей штатов, Конгресс обязан созвать Конвент по вопросам внесения поправок в Конституцию США. Эта норма необходима для того, что бы существовала возможность принять поправку даже в случае, если Конгресс отказывается это сделать вопреки воле штатов.
Законодательные органы штатов использовали своё право потребовать созыв Конвента, как правило, с целью заставить Конгресс утвердить определённую поправку. Так, например, быстрый сбор требований о созыве Конвента заставил Сенат проголосовать за поправку, предусматривающую прямые выборы сенаторов. Сенаторы беспокоились, что в случае, если Конвент будет созван, на нём могут быть предложены любые поправки, а не только поправка о выборах сенаторов.
Президент США никак не участвует в принятии поправок к Конституции. Это вызвано тем, что палаты Конгресса лишь предлагают поправки к ратификации, а не принимают Закон в окончательной редакции. Право вето Президента, в свою очередь, ограничено лишь возможностью отклонять предложенные ему на подпись акты Конгресса. В 1798 году Верховный Суд США дал трактовку пятой статье, указав на то, что поправка к Конституции не обязательно должна подписываться Президентом и, таким образом, Президент не может ветировать её.

### Ратификация поправок
После того, как поправка будет поддержана Конгрессом, её направляют отдельным штатам для ратификации. Конгресс сам определяет способ ратификации — через законодательный собрания штатов или конвенты. В любом случае поправка должна быть поддержана в неизменном виде не менее, чем тремя четвёртыми штатов. Из 27 поправок только в одном случае применялся метод конвентов. Большинство штатов в таком случае проводит специальные выборы делегатов Конвента, лишь Нью-Мексико принял закон, согласно которому членами конвента считаются члены законодательного собрания. Хотя поправка окончательно вступает в силу после её ратификации тремя четвёртыми штатов остальные штаты часто символически проводят ратификации, которые также включаются в официальные записи Конгресса. Так все штаты ратифицировали Билль о правах, в подтверждение его особой важности. Кроме того, единогласно были ратифицированы поправки против рабства и установления равноправия.

## Сроки ратификации
Конституция не устанавливает граничный срок для проведения ратификации. Однако Конгресс имеет право устанавливать такие ограничения. Как указал Верховный Суд США в своём решении по делу en:Dillon v. Gloss:

Мы не видим в статье никаких признаков того, что единожды предложенная поправка остаётся доступной для ратификации навсегда, а также, что авторы Конституции подразумевали возможность ратификации поправки спустя много лет. Мы считаем, что сама процедура свидетельствует об обратном. Во-первых, предложение поправки и её ратификация рассматриваются как единый процесс, который не может быть слишком разорван во времени. Во-вторых, поскольку принятие поправки связано с решением Конгресса о её необходимости, следует считать, что поправку необходимо принять пока такая необходимость существует. В-третьих, ратификация поправки подразумевает, что жители трёх четвертей штатов поддерживают её текст. Они должны поддерживать текст поправки в определённое время, примерное одновременно. В таком случае растягивание голосования на десятилетия может исказить волю народа.

Однако, суд указал, что вопрос того, какой срок поправка должна быть доступна для ратификации решается Конгрессом, а не судом. Сама по себе продолжительность ратификации поправки не может быть основанием для признания её недействительной. Так, например, двадцать седьмая поправка была ратифицирована более, чем через 200 лет со дня её внесения. Будучи предложенной в 1789 году она получила необходимую поддержку лишь в 1992 году. Во избежание разногласий 20 мая 1992 года обе палаты Конгресса подтвердили, что они считают поправку принятой несмотря на длительный процесс ратификации.
Начиная с 1917 года Конгресс, как правило, устанавливает срок для ратификации поправки. Как правило, этот срок прописывается в самом тексте поправки в следующем формате: «Эта поправка не будет действовать, если только не менее, чем три четверти штатов не ратифицирует её в течение семи лет». Однако, в двух случаях Конгресс принял решение не устанавливать подобных ограничений вовсе.
Верховный Суд подтвердил право Конгресса устанавливать срок ратификации по своему усмотрению. Однако вопрос о том, может ли Конгресс продлить этот срок, остаётся открытым. Существует мнение, что в случае, когда срок указан в самом тексте поправки, Конгресс не в праве его продлевать, поскольку данный текст уже был ратифицирован некоторыми штатами. Однако, в случае, если срок был установлен в тексте совместной резолюции, которой поправка направляется штатами, подобное возможно. Тем не менее окончательного решения этого вопроса нет. В 1979 году Конгресс продлевал срок ратификации поправки, однако тогда этот срок действительно был указан лишь в резолюции, а не в самой поправке. Районный суд штата Айдахо признал подобные действия незаконными. Верховный Суд США принял апелляцию к рассмотрению, но продлённый срок истёк прежде, чем решение по делу было вынесено. В результате Верховный Суд отменил решение районного суда, но закрыл дело без решения «за отсутствием предмета спора».

## Конвент по предложению поправок к Конституции
За всю историю США не было случаев, что бы две третьих штатов внесли предложение о созыве Конвента по внесению изменений в Конституцию по одному и тому же вопросу. В связи с этим такой Конвент никогда не созывался, а Конгрессом не принимался Закон, регулирующий процедуру его проведения. Однако именно эта особенность даёт теоретическую возможность штатам противостоять федеральному правительству, в случае, если последнее начнёт угнетать суверенитет отдельных штатов. Данный способ считается «крайней мерой», возможностью избежать узурпации власти путём обращения непосредственно к фундаментальным составным частям США — его штатам, каждый из которых сохраняет определённую долю суверенитета и представляет волю своих жителей.